# عزیز دلم
عزیز دلم (به انگلیسی: So Dear to My Heart) یک فیلم پویانمایی لایو اکشن آمریکایی محصول ۱۹۴۸ از والت دیزنی است که توسط آر.ک.ئو منتشر شده‌است. اولین نمایش جهانی آن در شیکاگو، ایلینوی، در ۲۹ نوامبر ۱۹۴۸ بود. همانند ترانه جنوب در سال ۱۹۴۶، این فیلم ترکیبی از انیمیشن و لایو اکشن است و بر اساس کتاب نیمه شب و جرمایا از استرلینگ نورث در سال ۱۹۴۳ ایجاد شده‌است. این کتاب توسط نورث برای مطابقت با خط داستانی فیلم اصلاح شد و سپس با همان عنوان منتشر شد.
این فیلم مورد علاقه شخصی والت دیزنی بود، زیرا یکی از به یادماندنی‌ترین دوران زندگی و بزرگ شدن او را در اواخر قرن بیستم در یک مزرعه کوچک در غرب میانه آمریکا در فیلم خلق کرده‌است. والت گفت: «این فیلم به‌طور خاصی به من نزدیک بود. چرا، من و برادرم در دوران کودکی در میسوری با آن بزرگ شدیم.» والت در نظر داشت که این اولین فیلم تماماً لایو اکشن دیزنی باشد، اما توزیع‌کننده فیلم، او را متقاعد کرد که وقتی مخاطبان کلمه «دیزنی» را دیدند، انتظار انیمیشن داشتند؛ بنابراین آنها تفاوت را تقسیم کردند.
عزیز دلم آخرین حضور فیلم هری کری بود.

## داستان
داستان این فیلم در سال ۱۹۰۳ در ایندیانا می‌گذرد و داستان جرمیا کینکید (بابی دریسکال) و عزم او برای پرورش گوسفندی سیاه را روایت می‌کند که زمانی توسط مادرش رد شده بود. جرمیا نام بره را دنی برای اسب مسابقه معروف دن پچ (که در فیلم نیز به تصویر کشیده‌است) می‌گذارد. رؤیای جرمیا برای نشان دادن دنی در نمایشگاه پایک کانتی باید بر مخالفت‌های سرسختانه مادربزرگ دوست داشتنی و در عین حال سرسخت او (بولا بوندی) غلبه کند. عمویش هیرام (برل آیوز) شخص مورد اعتماد جرمیا و متحد همیشگی وی است. او با الهام از شخصیت‌ها و داستان‌های متحرک استقامت می‌کند.

## بازیگران
- بابی دریسکال در نقش جرمیا «جری» کینکید
- لوانا پاتن در نقش تیلدی
- برل آیوز در نقش عمو هیرام داگلاس
- بولا بوندی در نقش ننه کینکید
- هری کری در نقش رئیس قاضی در نمایشگاه کانتی
- ریموند باند در نقش پیت گراندی، انباردار
- والتر سودرلینگ در نقش گرامپا میکر
- مت ویلیس در نقش آقای برنز، مربی اسب
- اسپلمن بی کالینز به عنوان قاضی
- باب هایمز در نقش خواننده باب هایمز

### صداها
- جان بیل در نقش جرمیا/راوی بزرگسال
- کن کارسون در نقش جغد
- باب استانتون در نقش دنی
- ماریون دارلینگتون در نقش جلوه‌های صوتی سوت
- کلارنس نش به عنوان جلوه‌های صوتی آوازی